# タク・ウォンジェ
タク・ウォンジェ（卓 元濟、朝: 탁원제、1944年7月1日 - ）は、大韓民国の男性声優。1969年からKBS（韓国放送声優劇会）に所属している。KBS11期。現在はKBSとの専属契約を離れ、フリーランスとして活動している。

## 出演作品
※太字は主役・ヒロイン・メインキャラクター。

### 韓国オリジナル
- 2020年ワンダー・キディ

### 日本作品の吹き替え
- 未来少年コナン（KBS-2TV放送版） (レプカ)
- けろっこデメタン (ギヤ太)
- トッポ・ジージョ
- バウ
- 無責任艦長タイラー (ススム・フジ中将)※トゥーニバース版
- カウボーイビバップ (アントニオ)
- 犬夜叉（ANIONE、チャンプTV、トゥーニバース放送版） (邪見)
- 灼眼のシャナ (蹂躙の爪牙（じゅうりんのそうが）”マルコシアス)
- 結界師 (墨村 正守)
- ゲド戦記 (国王)
- 鋼の錬金術師 FULLMETAL ALCHEMIST (ティム・マルコー)

### アメリカ作品の吹き替え
- おたすけマニー (ペペ)
- ジュマンジ (サミュエル・アラン・パリッシュ/ヴァン・ペルト) （ジョナサン・ハイド） （KBS）
- ザ・シンプソンズ (チャールズ・モンゴメリー・バーンズ社長)
- パワーパフガールズ (市長、サンドマン)（SBS放送版）
- ライオン・キング (ザズー)
  - ライオン・キングのティモンとプンバァ (ザズー)
  - ライオン・キング2 シンバズ・プライド(ザズー)
  - ライオン・キング3 ハクナ・マタタ(ザズー)
  - ライオン・ガード(ザズー)
- ハウス・オブ・マウス (ジミニー・クリケット、ハンフリー)
- ジェイクとネバーランドのかいぞくたち (Mr.スミー)
- プーと大人になった僕 (ラビット)